# Rouvroy-Ripont
Rouvroy-Ripont település Franciaországban, Marne megyében. Lakosainak száma 3 fő (2022. január 1.). Rouvroy-Ripont Cernay-en-Dormois, Fontaine-en-Dormois, Gratreuil, Minaucourt-le-Mesnil-lès-Hurlus és Sommepy-Tahure községekkel határos.

## Népesség
A település népessége az elmúlt években az alábbi módon változott:
| Lakosok száma | 12   | 8    | 8    | 10   | 8    | 9    | 8    | 4    | 3    | 3    |
|               | 1968 | 1982 | 1990 | 2006 | 2013 | 2015 | 2017 | 2019 | 2020 | 2022 |